# تلفونیکا

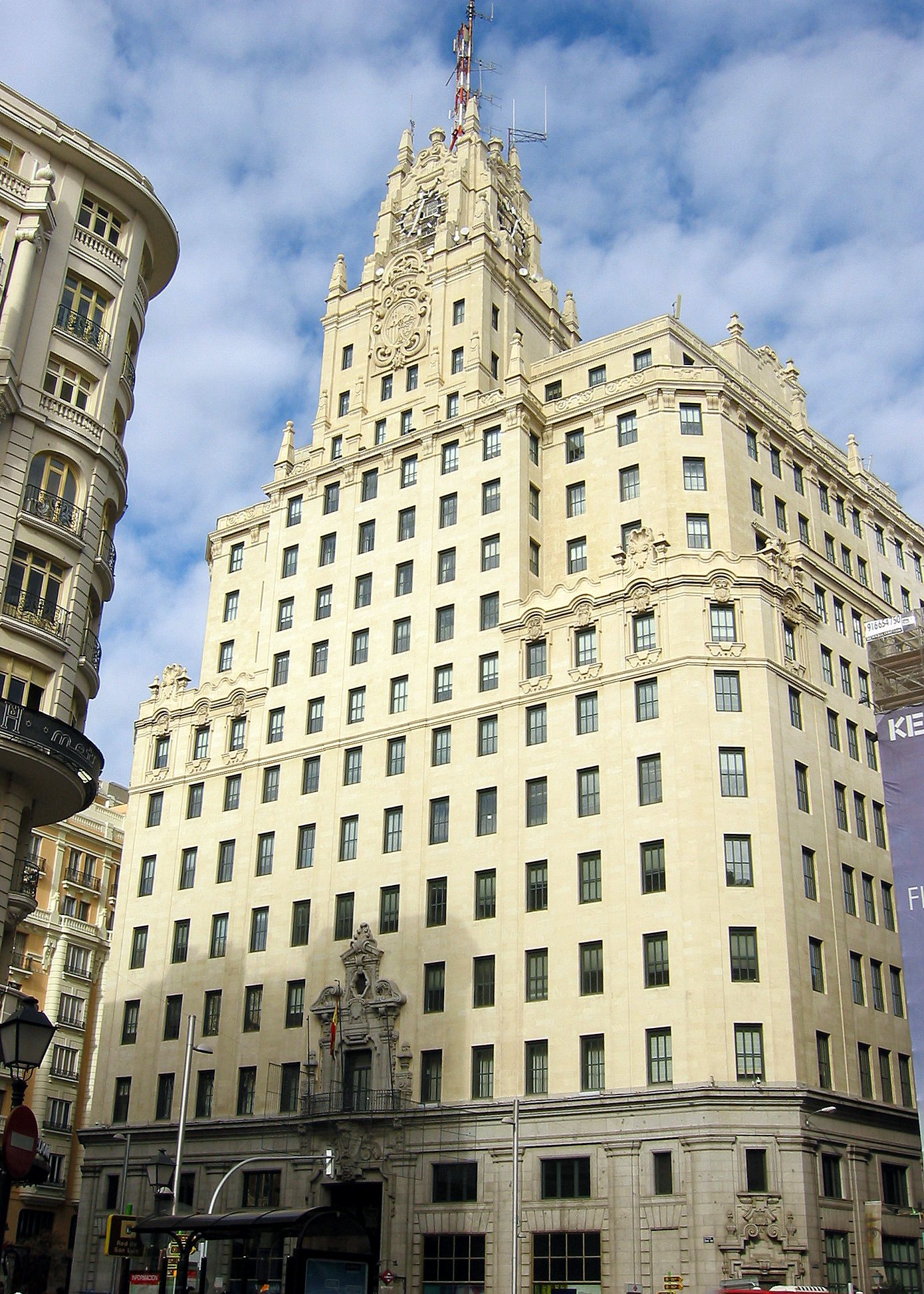
دفتر مرکزی تلفونیکا در شهر مادرید

تلفونیکا (به اسپانیایی: Telefónica, S.A.) شرکت مخابرات اسپانیایی است، که در زمینه ارائه خدمات اینترنت، پهنای باند، ارتباطات راه دور، خطوط تلفن ثابت و خدمات تلفن همراه فعالیت می‌کند. این شرکت در سال ۱۹۲۴ تأسیس شد.
محدوده عملیات این شرکت در اروپا، ایالات متحده آمریکا، آمریکای لاتین و قسمتی از آسیا گسترده‌است. شرکت تلفونیکا در سال ۲۰۱۰ پنجمین ارائه‌دهنده خدمات تلفن همراه در جهان بود.
صنعت مخابرات در کشور اسپانیا پیش‌تر به صورت عمده در انحصار این شرکت قرار داشت. دفتر مرکزی شرکت تلفونیکا در شهر مادرید قرار دارد.
تلفونیکا سرمایه‌گذار اصلی شبکه تلویزیونی اچ‌بی‌بی‌تی‌وی (HbbTV) است و کنسرسیومی مشترک که در حوزه‌های رادیو، تلویزیون و اینترنت فعالیت می‌نماید، مدیریت بر این بخش از تلفونیکا را برعهده دارد. از دیگر اعضای تشکیل دهنده این کنسرسیوم می‌توان به شرکت‌های اوپن‌تی‌وی، اس‌ای‌اس و انستیتو راندفانک تکنیک اشاره نمود.